# مسجد ینی والده

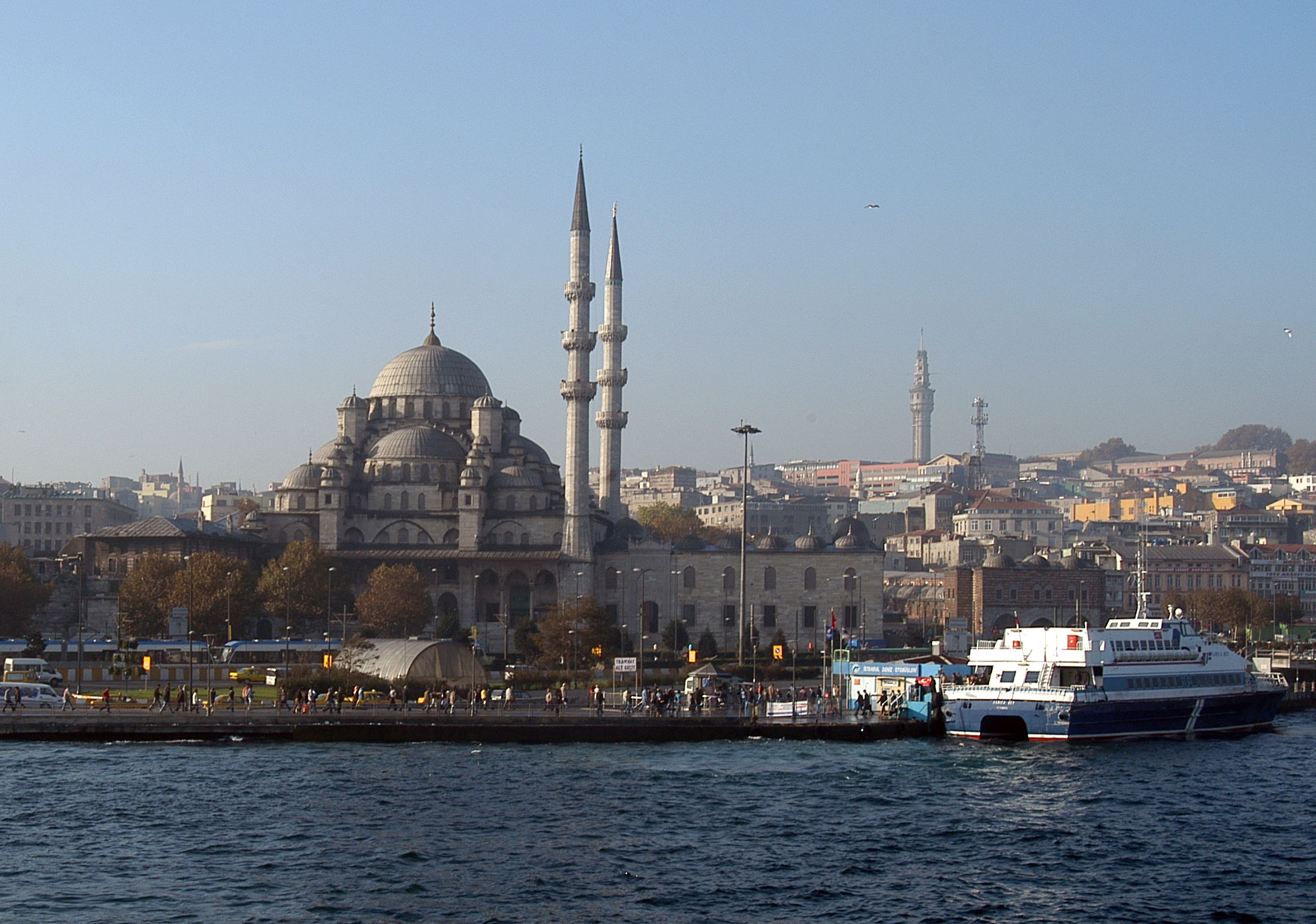
مسجد ینی والده

مسجد ینی والده یکی از مساجد شهر استانبول در ترکیه است. این مسجد در سال ۱۷۱۰ از سوی گولنوز سلطان احمد سوم در امپراتوری عثمانی ساخته شده‌است. این مسجد دارای ۲ مناره هر یک با ۲ گلدسته می‌باشد. ساختمان این مسجد جزو آخرین نمونه‌های معماری کلاسیک است.